# Bocquillonia sessiliflora
 (mars 2025).
Espèce
Classification phylogénétique
Bocquillonia sessiliflora est une espèce de plantes à fleurs de la famille des Euphorbiaceae. C'est un arbuste qui, de même que son genre qui contient 14 espèces, est endémique en Nouvelle-Calédonie.

## Description

### Aspect général
L’arbuste est assez peu ramifié et possède un tronc souvent bien droit. Ses tiges n’ont pas de latex. Il mesure au maximum 7 mètres et le plus souvent 2 à 3 mètres. L’écorce est douce, légèrement molle car le tronc est constitué sur sa partie externe d’une couche épaisse de liège. Sa couleur est marron clair avec des reflets rouges.

### Feuilles
Les feuilles sont bullées, coriaces et dentées. Elles mesurent entre 7 et 32 centimètres de longueur pour 2 à 11 centimètres de largeur, et leur pétiole mesure de 1,5 à 10 centimètres de long. De couleur vert pale en dessous, elles sont plus foncées sur le dessus. Les feuilles sont globalement situées au bout des branches. Elles ont des taches sur le dessous du limbe.
Les jeunes feuilles sont souvent rouge vif.

### Fleurs
L'arbuste est cauliflore, c'est-à-dire que les fleurs poussent directement sur le tronc ou les branches. Elles sont rouge vif, sessiles et réunies en glomérules. L'espèce est dioïque.

### Fruits
Les fruits, également sessiles, sont des capsules sphériques pouvant atteindre 1 centimètre de diamètre. Ils sont pubescents et contiennent de nombreuses et épaisses graines.

## Reproduction
La floraison et la fructification ont lieu presque toute l'année, avec un pic d'août à décembre.

## Répartition
Cet arbuste, très commun sur la Grande Terre, se rencontre aussi à Lifou, sur l'Île des Pins et à Belep.
Cette plante pousse en forêt sèche, en forêt humide, mais également dans la végétation buissonante du maquis minier et sur des éboulis rocheux.

## Écologie
Cet arbuste est très apprécié des cerfs et du bétail qui en broutent même les branchages.

## Sources
- Bocquillonia sessiliflora sur Endemia.nc